# Ctenotus allotropis
Ctenotus allotropis är en ödleart som beskrevs av Storr 1981. Ctenotus allotropis ingår i släktet Ctenotus och familjen skinkar. IUCN kategoriserar arten globalt som livskraftig. Inga underarter finns listade i Catalogue of Life.
Arten förekommer i delstaterna New South Wales och Queensland i Australien. Den lever i områden med trädgrupper som domineras av växtsläktet Callitris.